# Dorfkirche Kuhlowitz

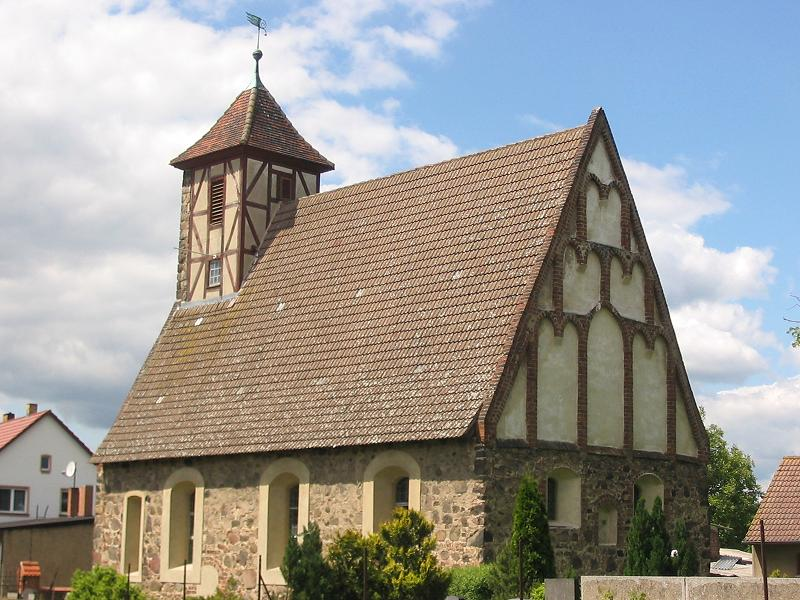
Dorfkirche Kuhlowitz

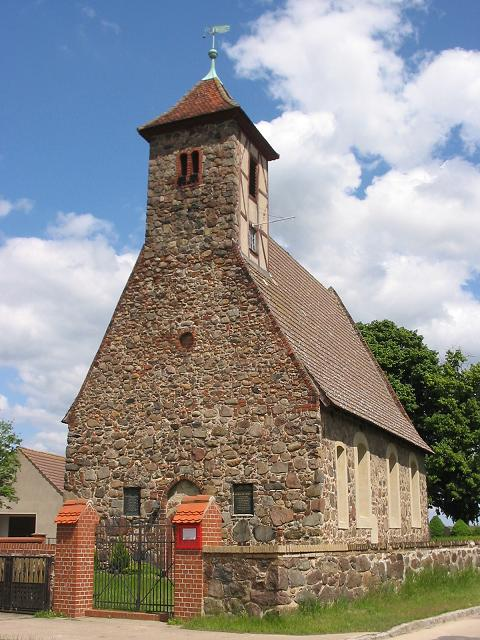
Westansicht

Die evangelische Dorfkirche Kuhlowitz ist eine spätgotische Saalkirche im Ortsteil Kuhlowitz von Bad Belzig im Landkreis Potsdam-Mittelmark in Brandenburg. Sie gehört zur Kirchengemeinde St. Marien Hoher Fläming-Bad Belzig im Evangelischen Kirchenkreis Mittelmark-Brandenburg der Evangelischen Kirche Berlin-Brandenburg-schlesische Oberlausitz.

## Geschichte und Architektur
Die Ostansicht der Kirche ist durch den charakteristischen spätgotischen Blendengiebel aus Backstein gekennzeichnet. Für den Fläming ist diese Schmuckform einzigartig, während verschiedene Kirchen in der Prignitz ähnliche Giebel zeigen. Umgeben von einer Feldsteinmauer und den Gräbern des Friedhofs befindet sich die Kirche am Ostausgang des Dorfes.

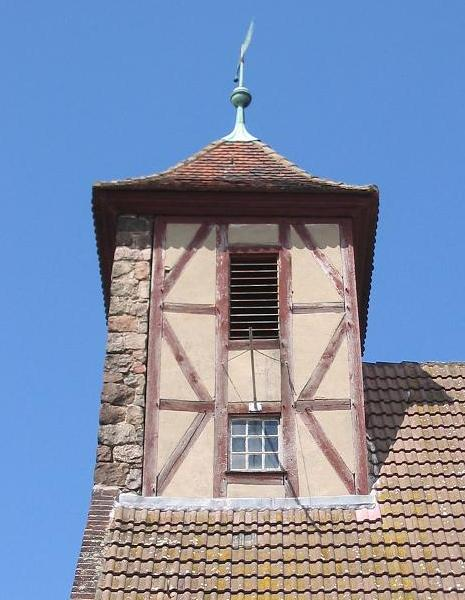
Glockengiebel

Der turmlose saalartige Bau weist einen ungewöhnlich steilen Dachstuhl auf, den auf der Westseite ein Glockengiebel mit dreiseitigem Fachwerk-Dachturm krönt. Die Westwand des Dachturms ist aus massivem Feldstein gemauert. Das Gebäude ist in fast exakter Ost-West-Ausrichtung rechteckig angelegt und hat eine Höhe von 18,50 Metern. Das Mauerwerk besteht weitgehend aus Feldsteinen, denen zum Teil Ziegelbruch und Ziegel untergemischt sind. Die Fenster sind überwiegend korbbogig, das Satteldach decken Falzziegel und das Zeltdach des Turms Biberschwanzziegel.
Die Angaben zur Entstehung des Kernbaus schwanken zwischen dem 14. und dem ersten Viertel des 16. Jahrhunderts. Die Experten für mittelalterliche Kirchen im Fläming-Teltower Raum, Theo Engeser und Konstanze Stehr, haben die einschlägige Literatur ausgewertet und eine intensive Begutachtung der Kirche vorgenommen. Sie kommen zu dem Ergebnis, dass die Grundanlage des Gebäudes im 15. Jahrhundert am wahrscheinlichsten ist. Die Glocke stammt aus dem Jahr 1521 und der Dachturm aus dem Jahr 1737. Die Windfahne trägt die eingravierten Zahlen 1748 und 1907 und hat wahrscheinlich einen Vorgänger gehabt. Im Jahr 1975 traf ein Blitzschlag den Turm. Im Zuge der Reparaturarbeiten, die bis 1980 dauerten, erhielt das Kirchendach eine neue Eindeckung (1979).
Innen weist die Kirche an der West- und Nordseite Emporen aus dem 17. Jahrhundert auf. Innenbögen sind nicht vorhanden. Die Querbalken im flachgedeckten Dach liegen frei.

## Ausstattung
Die Kirchenausstattung besteht unter anderem aus einer hölzernen Kanzel, einem holzvergitterten Pfarrstuhl und einem Altaraufsatz aus dem frühen 18. Jahrhundert. Die säulenflankierte Mitteltafel zeigt eine Golgathaszene. Die hölzerne Taufe und auch die Stuhlreihen stammen wahrscheinlich aus dem Barock. Bemerkenswert sind sechs Schnitzfiguren von 1510/1520 aus einem Altarschrein, die unter anderem einen Christophorus, eine Jungfrau mit Krone, eine Anna selbdritt und einen bärtigen Heiligen mit einem Buch darstellen. 1907/1908 wurde der Kirchenraum neu gestaltet.
Die Orgel ist ein Werk von Friedrich Wilhelm Lobbes aus Niemegk von 1886 mit sieben Registern auf einem Manual und Pedal, das zuletzt 1992 durch Schuke Orgelbau restauriert wurde.